# Antônio Wagner de Moraes
Antônio Wagner de Moraes (sinh ngày 2 tháng 6 năm 1966) là một cầu thủ bóng đá người Brasil.

## Sự nghiệp câu lạc bộ
Antônio Wagner de Moraes đã từng chơi cho Fujita Industries, Otsuka Pharmaceutical và Kashiwa Reysol.